# Spatiodamaeus crassispinosus
Spatiodamaeus crassispinosus är en kvalsterart som först beskrevs av Mihelcic 1964.  Spatiodamaeus crassispinosus ingår i släktet Spatiodamaeus och familjen Damaeidae. Inga underarter finns listade i Catalogue of Life.